# Larrocha (cràter)
Larrocha és un cràter d'impacte en el planeta Mercuri de 196 km de diàmetre. Porta el nom de la pianista catalana Alicia de Larrocha (1923-2009), i el seu nom va ser aprovat per la Unió Astronòmica Internacional el 2013.